# Frœschwiller

Frœschwiller este o comună în departamentul Bas-Rhin, Franța. În 1 ianuarie 2022 avea o populație de 492 de locuitori.